# Butzebach
Koordinaten: 51° 6′ 22″ N, 8° 46′ 59″ O
Butzebach ist eine Dorfwüstung in der Gemarkung von Sachsenberg, einem Stadtteil von Lichtenfels im nordhessischen Landkreis Waldeck-Frankenberg.

## Geographische Lage
Das aufgegebene Dorf lag auf 292 m Höhe südlich von Sachsenberg an der Nuhne und an der Gemarkungsgrenze zu Hommershausen, einem Ortsteil der Stadt Frankenberg (Eder). In unmittelbarer Nähe hat sich dort lediglich die Untere Butzmühle an einem von der Nuhne nördlich abgezweigten Mühlgraben erhalten. Die Flurbezeichnungen „Butzbach“, „Butzfeld“, „Butzkirche“, „Kirchrain“ und „An der Putzkirche“ erinnern noch heute an die aufgegebene Siedlung.
Die Landesstraße 3076 von Sachsenberg im Norden nach Schreufa im Süden führt unmittelbar östlich an der Wüstung vorbei.

## Geschichte
Das Dorf Butzebach (Bocebach) wurde urkundlich erstmals 1242 erwähnt, als Konrad von Itter (* 1185, † 1242) an der ihm gehörigen Kirche im Ort ein Zisterzienserinnen-Kloster stiftete. Da sich schon sehr bald zeigte, dass das Kloster an dieser Stelle nicht lebensfähig war, einigten sich Konrads Söhne Reinhard I. und Konrad II. mit Landgraf Heinrich von Thüringen, es in die Nähe und unter den Schutz der 1233/34 gegründeten Burg und Stadt Frankenberg zu verlegen. Bereits ab 1245 begann der Bau des Klosters St. Georgenberg westlich vor den Toren der Stadt, an der Stelle der aufgegebenen Siedlung Hadebrandsdorf bei der Einmündung der Nemphe in die Eder. Die Nonnen zogen im Jahre 1249 in die ersten Baulichkeiten ein.
Die „villa Botzebach“ wird noch 1299 erwähnt, dann aber wurde der Ort verlassen, und um die Mitte des 14. Jahrhunderts waren nur noch die Kirche und zwei Mühlen verblieben. Ein Pleban wurde noch 1346 in Buzebach genannt. Das nach Frankenberg verlegte Kloster St. Georgenberg bewahrte sich noch bis zu seiner im Zuge der Reformation erfolgten Aufhebung 1527 die 1249 käuflich erworbene Untere Butzmühle, sowie einen Hof und zahlreiche Einkünfte vor Ort. Nach 1299 erwarb auch die ebenfalls bis 1527 bestehende Johanniterkommende Wiesenfeld Güter in Butzebach.
Die Butzkirche, in der der Pfarrer aus dem nahen Viermünden noch alle zwei Wochen Gottesdienst gehalten hatte, wurde 1817/18 abgebrochen; verwertbare Teile wurden zum Neubau der Fachwerkkirche in Hommershausen verwendet. Der Kirchhof in Butzebach diente danach weiterhin den Einwohnern der beiden Butzmühlen als Begräbnisort.
Noch 1822 wurden Trümmerreste des ersten Klosterbaus im Nuhnetal erwähnt.